# Prométhée
Prométhée (título original en francés; en español, Prometeo) es una ópera en tres actos con música de Gabriel Fauré y libreto en francés de Jean Lorrain y Ferdinand Hérold, basado en el mito griego de Prometeo. Aunque se titula tragédie lyrique, la ópera se resiste a una fácil categorización. Se pretendía que fuera una obra a gran escala con secciones musicales y habladas. Se estrenó en Arènes de Béziers el 27 de agosto de 1900 exigiendo casi 800 intérpretes (incluyendo dos secciones de viento y 15 arpas) y fue vista por un público de 10.000 personas. Entre 1914 y 1916, Jean Roger-Ducasse reelaboró la partitura para una orquesta reducida. Esta versión (que posteriormente fue revisada por Fauré) se estrenó en la Ópera de París el 17 de mayo de 1917 pero nunca se hizo popular.

## Personajes
| Personaje              | Tesitura      | Reparto del estreno Director: Charles Eustace |
| ---------------------- | ------------- | --------------------------------------------- |
| Prométhée (Prometeo)   | papel hablado | Max                                           |
| Pandore (Pandora)      | papel hablado | Cora Laparcerie                               |
| Hermès (Hermes)        | papel hablado | Odette de Fehl                                |
| Aenoë                  | soprano       | Torrês                                        |
| Bia                    | soprano       | Caroline Fiérens-Peters                       |
| Gaïa                   | mezzosoprano  | Rosa Feldy                                    |
| Andros                 | tenor         | Charles Rousselière                           |
| Kratos                 | tenor         | Fonteix                                       |
| Hephaïstos (Hefaistos) | bajo          | Jean Vallier                                  |
|                        |               |                                               |